# Lysimachia pseudotrichopoda
Lysimachia pseudotrichopoda är en viveväxtart som beskrevs av Hand.-mazz. Lysimachia pseudotrichopoda ingår i släktet lysingar, och familjen viveväxter. Inga underarter finns listade i Catalogue of Life.